# Tân Hưng, Thốt Nốt
Tân Hưng là một phường thuộc quận Thốt Nốt, thành phố Cần Thơ, Việt Nam.
Phường Tân Hưng có diện tích 14,66 km², dân số năm 1999 là 9.216 người, mật độ dân số đạt 629 người/km².